# Kowalewo (powiat mławski)
Kowalewo – wieś sołecka w Polsce położona w województwie mazowieckim, w powiecie mławskim, w gminie Wiśniewo.
| SIMC              | Nazwa            | Rodzaj    |
| ----------------- | ---------------- | --------- |
| 0129610           | Kowalewo-Borki   | część wsi |
| niestandaryzowana | Kowalewo-Parcele | część wsi |

W latach 1975–1998 miejscowość należała administracyjnie do województwa ciechanowskiego.
Z Kowalewa pochodzi Zbigniew Nadratowski, polski inżynier lotnictwa, wojewoda wrocławski.